# 空き家の冒険
「空き家の冒険」（あきやのぼうけん、"The Adventure of the Empty House"）は、イギリスの小説家、アーサー・コナン・ドイルによる短編小説。シャーロック・ホームズシリーズの一つで、56ある短編小説のうち25番目に発表された作品である。イギリスの『ストランド・マガジン』1903年10月号、アメリカの『コリアーズ・ウィークリー』1903年9月26日号に発表。1905年発行の第3短編集『シャーロック・ホームズの帰還』(The Return of Sherlock Holmes) に収録された。
『ストランド・マガジン』1893年12月号に発表の「最後の事件」で死亡したとされていたシャーロック・ホームズが10年ぶりに帰還し、「公私ともに華々しくよみがえった」作品である。日本語版では、訳者により「空家の冒険」「空家の怪事件」「空家事件」などの邦題も使用される。

## あらすじ

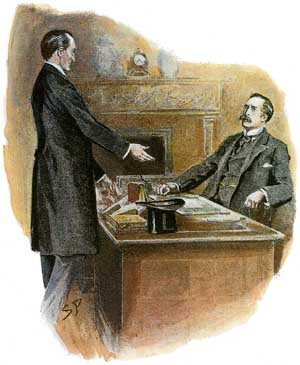
変装を解いたホームズに驚愕するワトスン - シドニー・パジェット画、『ストランド・マガジン』掲載の挿絵

私立諮問探偵のシャーロック・ホームズが、犯罪組織の首領、宿敵モリアーティ教授とともにライヘンバッハの滝に姿を消してから、約3年が経過した。伝記作家で医師のジョン・H・ワトスンは、妻と悲しい離別をし、孤独な日々を送っていた。
1894年春、ロンドンはロナルド・アデアの殺人事件にまつわる噂で持ちきりである。アデアは伯爵の次男で、クラブで行われるカード賭博が好きだった。クラブから帰宅した後、拳銃の弾で頭を撃ち抜かれて死んでいるのを家族に発見されたのである。遺体の様子から、カード賭博での勝敗計算をしていたところを撃たれたと推測される。しかし、鍵の掛かっていた室内からは拳銃が発見されず、窓は開いていたが侵入の痕跡が見つからない。狙撃であれば相当の達人だが、銃声は誰も聞いていなかった。その後の警察の捜査では動機も犯人の見当も付かないままである。ワトスンはかつてのホームズを模倣して事件の真相を推理してみるが、謎は解けない。
殺人の起きたアデアの屋敷まで見物と調査に出かけたワトスンは、本を抱えた老人とぶつかり、その本を地面に落としてしまう。本を拾い上げてやり謝罪するワトスンを老人は罵り、姿を消した。やがて、何の成果もなく自宅へ引き上げたワトスンのもとへ、先ほどの老人が訪ねてくる。面会した老人はワトスンを罵った非礼を詫び、近所の本屋であると自己紹介する。そして、ワトスンの背後にある書棚には数冊分の空きがあるから、と手持ちの本を勧めてきた。書棚を振り返って隙間を確認し、再び老人に視線を戻したワトスンが見たのは、笑顔で立っている、死んだはずのホームズだった。ワトスンは仰天。本人曰く“生涯で最初かつ最後であろう”気絶をしてしまう。
意識を取り戻したワトスンに、ホームズは変装で劇的な演出をして驚かせてしまったことを詫びる。そして、自分がなぜ生きているのか、この3年の間どこで何をしていたのかを語りだす。ホームズは日本の格闘術であるバリツを習得していたため、襲ってきたモリアーティ教授だけを滝壷へ落とすことに成功し、生き延びたのである。モリアーティの手下から今後も命を狙われ続けると考えたホームズは、自分を死んだことにすると決め、崖を登って身を隠す。ワトスンが、ホームズと教授は格闘の末に滝壷へ落ちて死んだのだと誤った結論を出して引き上げるまでの一部始終を、崖の岩棚から見守っていたのである。その後、教授に同行していた手下から襲撃を受けたが、何とかやり過ごして姿を消したのだった。
それから3年、兄のマイクロフト以外には生存の事実を隠し、世界各地を旅行したり化学実験を行ったりしていた。そして、ロンドンにいる教授の手下が1人になったことを知り、またその手下によると思われるアデア殺人事件が起きたことから、ついにロンドンへと戻ってきたのである。
ホームズはワトスンの孤独を知っていたようで、悲しみを癒すには仕事が一番だと励ます。そして、以前のように自分の仕事を手伝って欲しいとワトスンを誘う。二人は夜のロンドンに出て、裏通りから空き家のひとつに辿り着く。そこはかつて二人が共同生活を送っていたベーカー街221Bの、向かいにある空き家、カムデン・ハウスであった。ワトスンが驚いたことに、221Bの部屋の窓には、ホームズのシルエットが室内の明かりでくっきりと映し出されている。その正体は蝋細工の半身像で、ホームズがロンドンへ戻ったことを知って命を狙う、教授の手下に対する囮なのだった。ホームズの頼みを引き受けたハドスン夫人が、偽物と気付かれぬように時々像の向きを変えているのである。二人が息を潜めていると、カムデン・ハウスに別の何者かが侵入してくる。その男は銃を組み立てると、221Bの窓に映るホームズのシルエット目掛けて音も無く発砲する。同時にホームズとワトスンが男に襲い掛かり、取り押さえる。ホームズが鳴らした呼子笛の音に応えて駆けつけてきたのは、馴染みのレストレード警部だった。

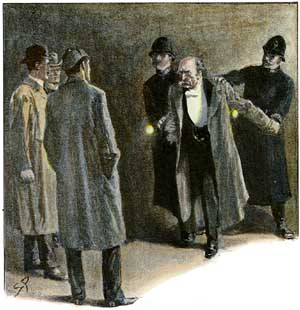
取り押さえられたモラン大佐 - シドニー・パジェット画、『ストランド・マガジン』掲載の挿絵

取り押さえられた男、セバスチャン・モラン大佐はホームズを「忌々しい悪魔め」と罵るが、ホームズは「旅の終わりは好いたふたりの巡り逢い」だとシェイクスピアの『十二夜』を持ち出して応じる。射撃の達人であるモラン大佐の使用した武器は、無音で拳銃の弾を発射できるよう改造された特殊な空気銃で、「最後の事件」の際にもホームズが警戒していたものだった。
モラン大佐をホームズ殺害未遂で逮捕しようとするレストレードに、ホームズはモラン大佐がアデア殺害事件の犯人であると話す。モラン大佐はトランプのイカサマで金を稼ぎ生活していて、そのイカサマをアデアに気付かれたのである。アデアはイカサマを止めるよう大佐に警告し、大佐と組んでいたときに勝った不当な儲けを清算しようと計算していたところを、空気銃で狙撃されたのだった。

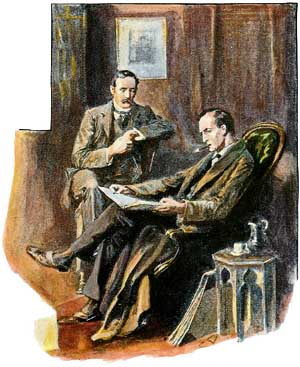
ベーカー街221Bに戻った二人 - シドニー・パジェット画、『ストランド・マガジン』掲載の挿絵

レストレードに手柄を譲り、ホームズとワトスンはベーカー街221Bへ戻る。二人はハドスン夫人に礼を言い、昔どおりにそれぞれの椅子へ腰を落ち着ける。こうしてホームズは帰還し、再び私立諮問探偵として活躍することになったのである。

## 大空白時代
「最後の事件」で1891年5月4日にライヘンバッハの滝へ落ちたと思われたホームズが、「空き家の冒険」で1894年4月5日にワトスンの前へ姿を現すまでの3年間を、大空白時代 (Great Hiatus) と呼ぶ。

### ホームズの証言
この大空白時代にどのような行動をとっていたのか、ホームズ自身は以下のように述べている。
| 「 | I travelled for two years in Thibet, therefore, and amused myself by visiting Lhassa and spending some days with the head Llama.（中略）I then passed through Persia, looked in at Mecca, and paid a short but interesting visit to the Khalifa at Khartoum, the results of which I have communicated to the Foreign Office. Returning to France I spent some months in a research into the coal-tar derivatives, which I conducted in a laboratory at Montpelier, in the South of France. | 」 |

この証言の中には、誤記と考えられる単語が二つ存在する。一つ目は the head Llama で、英語での Llama は南米に生息する哺乳類、リャマを指す。これは the head Lama の誤記で、チベットのラマ教の高僧を指すと解釈されている。
二つ目は Montpelier（モントピリア）で、この地名はアメリカ各地に見られるが、南フランスには存在しない。これは Montpellier（モンペリエ）の誤記と解釈されている。以上を踏まえると、以下のような日本語訳になる。
| 「 | 2年間チベットを旅行し、ラサを訪れて、ラマの高僧と数日を過ごしたりして楽しんだ。（中略）それからペルシアを経由し、メッカを訪れ、ハルツームでカリフと短いが興味深い会見をした。その結果はイギリスの外務省に報告してある。フランスに戻り、南仏にあるモンペリエの研究所で、コールタールの誘導体に関する研究に数ヶ月を費やした。 | 」 |

Head Lama あるいは Grand Lama とは、ダライ・ラマのことを指すが、1892年にはまだ若年だったため、ホームズが面会したのはパンチェン・ラマか、摂政を務めていたテンギエリン大僧院長と考える説がある。カリフとの会見については、1893年にはカリフがハルツームにいなかったという指摘がある。
当時、チベットは鎖国中で外国人は入れず、列強がしのぎを削るペルシア・イスラム教の聖地メッカ・イスラム教徒の反乱が起きたハルツーム、これらはいずれもイギリスの対外政策上重要な場所であった。こうした世界情勢と、外務省へ報告を提出していることを考慮すると、ホームズは「最後の挨拶」と同様に、イギリス政府からの依頼を受けて活動していたので誤記含めて消息が曖昧にされていた可能性がある。
正典60編の事件を発生年代順に並べた『詳注版 シャーロック・ホームズ全集』を発表したベアリング＝グールドは、大空白時代についてホームズの証言を信用するシャーロキアンを、護教派・正統派と呼んでいる。
なお、インド・ネパールの歴史を専攻した元大学教授テッド・リカーディが、この時期のチベット・ネパール・インド方面でのホームズの冒険行を描いたパスティーシュ『シャーロック・ホームズ　東洋の冒険（原題：The Oriental Casebook of Sherlock Holmes）』を執筆している。（日暮雅通：訳　2004年　光文社文庫　ISBN 13 : 9784334761448）

### シャーロキアンによる説
大空白時代にホームズがとった行動を裏付ける証拠はなく、シャーロキアンの多くはホームズの証言に間違いがあるという結論に達している。そのため、実際にどんな行動をしていたのかを考察した説が数多く発表されている。ただし、これらの説に対しては、「どれも突拍子も無い物ばかり」とする評価もある。
ベアリング＝グールドが解釈派と呼ぶシャーロキアンによる説には、以下のようなものがある。
- 3年間ずっとロンドンにいた。ワトスンはホームズが死んだふりをする計画に協力し、死亡と帰還の物語を捏造したのである。
- アメリカに滞在していた。「踊る人形」において、ニューヨーク警察にホームズの友人がいるのは、この時期の滞在が理由である。
- 連合国側のスパイをしていた。日清戦争の準備中だった日本をはじめ、世界各地を調査していたのである。
- 「ボヘミアの醜聞」に登場するアイリーン・アドラーと結婚生活を送っていた。

ベアリング＝グールドがセンセーション派と呼ぶシャーロキアンたちによる説には、以下のようなものがある。
- ホームズもモリアーティ教授も、ライヘンバッハの滝で死んでいない。なぜなら、教授はホームズが創造した架空の人物だったから・ホームズと教授は同一人物だったから・ライヘンバッハの滝での対決には替え玉を使ったから、など。
- ホームズもモリアーティ教授も、ライヘンバッハの滝で死んでしまった。したがって、以後のホームズは替え玉である・以後のホームズ物語はワトスンの創作である、など。
- 死んだのはホームズで、以後はモリアーティ教授が入れ替わっている。

ベアリング＝グールド自身は、ホームズの伝記『シャーロック・ホームズ ガス燈に浮かぶその生涯』の中で、モンテネグロ王国においてホームズとアイリーン・アドラーが同居生活を行っていたことにした。この同居生活は、ホームズを追ってモンテネグロに現れたセバスチャン・モラン大佐により幕を下ろす。モンテネグロを離れることでホームズを危険から守ろうとしたアイリーンは、アメリカに去ったのである。ホームズは兄マイクロフトの要請でチベットに向かい、その後の行動はおおむね「空き家の冒険」における証言を踏襲している。

## 日程学
「最後の事件」と「空き家の冒険」におけるライヘンバッハの滝での時間描写については、シャーロキアンの研究対象となっている。ホームズがモラン大佐による襲撃を受けたとき、「暗くなりかけた空」という描写がされているが、実際の時刻はすでに真夜中に近いのではないかという問題である。「最後の事件」によれば、ホームズとワトスンが滝へ向かってマイリンゲンの村を出発したのは午後である。滝を見物していたワトスンは助けを求める手紙を受けて村へ戻り、手紙が偽物だと知って再び滝へ向かう。滝に到着し、ホームズの行方不明を知ったワトスンは、捜索隊を手配して調査を行う。そして調査の結果、ホームズと教授が滝壷へ転落したという誤った結論を出して、引き上げた。一方、「空き家の冒険」におけるホームズの証言では、その間は滝の岩棚に潜んでいて、捜索隊が引き上げた後、モラン大佐の襲撃をかわして身を隠したのだとしている。しかし、村から滝への往復が約3時間かかるため、時間の計算が合わないのである。
この問題に対してベアリング＝グールドは、ワトスンの記述の矛盾を批判する説や、ワトスンが村で手紙が偽物だと知った直後に捜索隊を手配していたのであれば、1往復分時間が短縮できるため夜にはならない、と詳細なタイムテーブルを作成して擁護する説などを紹介している。曽根晴明は、「最後の事件」について日程学で分析した結果、どうしても時間が合わないと結論を出し、何か語られていない事件の真相がありそうだとしている。